# Norman Lane
Norman Douglas Lane (ur. 6 listopada 1919 w Toronto, zm. 6 sierpnia 2014 w Hamilton) – kanadyjski kajakarz, kanadyjkarz. Brązowy medalista olimpijski z Londynu.
Zawody w 1948 były jego pierwszymi igrzyskami olimpijskimi. Zajął trzecie miejsce w kanadyjkowej jedynce na dystansie 10 000 metrów. Cztery lata później zajął w tej samej konkurencji piąte miejsce. Kajakarzem i medalistą olimpijskim był również jego brat Kenneth.
Ukończył studia matematyczne, był wykładowcą Uniwersytetu McMastera w Hamilton (na wydziale matematyki i statystyki) w latach 1952–1987.